# Can Martí de Dalt
Can Martí de Dalt és una casa de Gelida (Alt Penedès) protegida com a Bé Cultural d'Interès Local.

## Descripció
Grandiosa masia de planta rectangular construïda durant el segle xiii i XV i ampliada el XVIII. Actualment l'edificació té cinc crugies i consta de planta baixa, pis i golfes. Els dos cossos laterals, consten de planta baixa i pis, conformen un baluard en el qual hi ha una torre de secció circular de pedra i un pou de secció rectangular. La façana principal es troba orientada a migdia i té un rellotge de sol. Hi ha diversos arcs, en un d'ells hi ha la data 1661.
L'antiga torre vella va ser aprofitada com a cup i possiblement serví per comunicar-se amb els castells de Gelida i Subirats. Cal destacar l'interior amb una gran entrada, menjador, cuina i sala distribuïdor. A les golfes es poden veure les grans encavallades de fusta i les restes de la capelleta de l'antic menjador amb guixeres i pintures.